# Анна Баварская
Анна Баварская, также известная как Анна Пфальцская (чеш. Anna Falcká; 26 сентября 1329, неизвестно — 2 февраля 1353, Прага) — королева Германии и Чехии; вторая супруга Карла IV.

## Жизнь
Анна была дочерью пфальцграфа Рейнского Рудольфа II и его супруги Анны Каринтийско-Тирольской.
Она вышла замуж за короля Германии (и будущего императора Священной Римской империи) Карла IV 11 марта 1349 года в городе Бахарах. Она стала второй женой Карла после смерти его первой жены Бланки Валуа в 1348 году.
26 июля 1349 года в Ахене Анна была коронована как королева.
В 1350 году Анна родила сына, Венцеля, который умер год спустя, в 1351 году. Больше у неё не было детей, и она умерла в 1353 году в возрасте 23-х лет.
Карл овдовел во второй раз и всё ещё не имел наследника. Затем он женился на Анне Свидницкой, которая родила ему желаемого сына и наследника — Вацлава IV.